# Норт-Йоркшир
Норт-Йо́ркшир (англ. North Yorkshire, [ˌnɔːrθ ˈjɔːrkʃər]) — церемониальное и неметропольное (как часть) графство на севере Англии. Входит в состав регионов Йоркшир и Хамбер и Северо-Восточная Англия. Занимает территорию 8 654 км², омывается на северо-востоке Северным морем, граничит на юго-востоке с церемониальным графством Восточный райдинг Йоркшира, на юге с церемониальным графством Саут-Йоркшир, на юго-западе с церемониальными графствами Уэст-Йоркшир и Ланкашир, на северо-западе с церемониальным графством Камбрия, на севере с церемониальным графством Дарем. На территории церемониального графства Северный Йоркшир проживают 1 073 200 человек, при средней плотности населения 125 чел/км². На территории неметропольного графства Норт-Йоркшир — 569 660 человек, при средней плотности населения 71 чел./км² (2001 год). Столица неметропольного графства — Норталлертон, крупнейший город церемониального графства — Йорк.

## География
Общая площадь территории церемониального графства 8654 км² (1-е место); территория неметропольного графства — 8038 км² (1-е место). Около 40 % территории графства относятся к национальным паркам — Йоркшир-Дейлс на западе в Пеннинских горах и Норт-Йорк-Мурс на востоке в одноимённых холмах.

## История
Норт-Йоркшир был основан в 1974 году. Этот район распространён  больше всего на территории исторической области Норт-Райдинг Йоркшира.

## Административное деление
В состав графства входили 4 унитарные единицы и 7 районов (англ. Non-metropolitan district): 
- Боро-оф-Скарборо
- Боро-оф-Харрогейт
- Крейвен
- Мидлсбро (унитарная единица)
- Райдейл
- Редкар и Кливленд (унитарная единица)
- Ричмондшир
- Селби
- Сити-оф-Йорк (унитарная единица)
- Стоктон-он-Тис (часть) (унитарная единица)
- Хамблтон

В 2023 году они были упразднены, так как весь Норт-Йоркшир вместе с городом Йорк стал унитарной единицей.

## Экономика
На территории бывшего карьера в Аллертон Маулеверер, недалеко от города Нерсборо, находится Аллертинский парк утилизации отходов.

## Достопримечательности
- Хорнби — старинный замок.
- Рипли — старинный замок.